# Fabien Piveteau
Fabien Piveteau est un footballeur français né le 28 octobre 1963 à Cholet. Il était gardien de but, et est désormais agent de joueurs. 

## Biographie
Il met fin à sa carrière de footballeur en 1998, et passe ses diplômes d’entraîneur de 1998 à 2000.
Il exerce depuis sa retraite sportive le métier d'agent de joueurs, avec notamment des joueurs comme Michael Essien, Sulley Muntari, Gyan Asamoah, John Mensah, puis François Kamano[réf. souhaitée] et Lassana Coulibaly.
En mai 2005, Fabien Piveteau est condamné à deux ans de prison avec sursis dans le cadre du procès de Charles Pieri pour malversations financières, pour une commission versée lors du transfert de Mickaël Essien de Bastia à Lyon à l'été 2003. Le 16 février 2006, sa peine est réduite en appel à dix mois de prison avec sursis et 30 000 euros d'amende,.

## Carrière
- 1979-1985 :  SCO Angers
- 1985-1989 :  OGC Nice
- 1990-1994 :  Le Havre AC
- 1994-1996 :  AS Monaco
- 1996-1998 :  SC Bastia[5]

## Palmarès
- Champion de France de D2 en 1991 avec Le Havre
- Vainqueur de la Coupe Intertoto en 1997 avec Bastia